# Цецилия Паулина
Цецилия Паулина (умерла в 235/236 году) — супруга Максимина I Фракийца.

## Биография
Почти ничего неизвестно о жизни Цецилии Паулины. Писатели того времени почти ничего не упоминают о её личности. Историк IV века, Аммиан Марцеллин писал о Паулине в своей книге о Гордиане, которая сейчас утеряна. В дальнейшем Марцеллин упоминает о Паулине, как о хорошей супруге, которая пыталась «привести его [Максимина Фракийца] на путь истины и милосердия». От брака у неё родился сын, Гай Юлий Вер Максим, который был Цезарем при своём отце, но оба они были убиты в 238 году солдатами.
Цецилия Паулина, вероятно, скончалась в конце 235, начале 236 года. После смерти была обожествлена («Diva Paulina») своим мужем. Зонара неправильно утверждает, что Паулина была казнена Максимином.